# Yerkish
Le yerkish est un langage artificiel mis au point afin d'évaluer les capacités langagières des primates non humains. Le tractus vocal de ces primates ne leur permettant pas de moduler une large palette de sons, l'apprentissage consiste à utiliser des lexigrammes par l'intermédiaire d'un « clavier ». Chaque lexigramme est associé à un objet ou à une idée.
Les lexigrammes ont surtout été utilisés par le Centre de recherche sur le langage de l'Université de Géorgie pour communiquer avec des chimpanzés bonobos comme Kanzi.
Des chercheurs sont parvenus à établir une communication au départ d'un triptyque reprenant 384 symboles,.

## Histoire
Le langage est développé en 1971 par Ernst von Glasersfeld et utilisé par Duane Rumbaugh et Sue Savage-Rumbaugh au Centre national de recherche sur les primates fondé par Robert M. Yerkes de l'Université Emory.

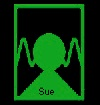
Lexigramme identifiant Sue Savage-Rumbaugh.

Le premier primate ayant appris le « yerkish » est Lana, une chimpanzée, dans le cadre du projet Lana.